# België op de Olympische Winterspelen 1932
Tijdens de Olympische Winterspelen van 1932 die in Lake Placid werden gehouden nam België voor de derde keer deel. 
België werd op de derde editie vertegenwoordigd door vijf sporters, vier bij het bobsleeën en één bij het kunstrijden.
De vijf deelnemers slaagden er niet in om een derde medaille op de Winterspelen voor België te veroveren, België kwam derhalve niet voor in het medailleklassement.
Bobsleeër Max Houben (na de Zomerspelen van 1920 waar hij in de atletiek uitkwam en de Winterspelen van 1928) nam voor de derde keer deel aan een Olympisch evenement, in 1928 werd hij zesde met de vijfmansbob, dit jaar eindigde hij in de tweemansbob als negende. Teamgenoot in de tweemansbob was voetballer Louis Van Hege. Hij was voor de tweede keer op de Winterspelen present, in 1928 was hij reserve in de 'België III'. In het voetbal werd hij in 1920 Olympisch kampioen en hij nam ook deel aan de Zomerspelen van 1924.
Kunstrijdster Yvonne de Ligny was de derde Belgische vrouw die aan de Winterspelen deelnam en de eerste die solo op een discipline uitkwam.

## Deelnemers & Resultaten

### Bobsleeën
| Olympiër (deelname)                   | Discipline          | Klassering | Resultaat                                                                   |
| ------------------------------------- | ------------------- | ---------- | --------------------------------------------------------------------------- |
| Max Houben (3) Louis Van Hege (3)     | 2-mansbob België I  | 9e         | run 1: 2.17,68 run 2: 2.14,90 run 3: 2.10,90 run 4: 2.09,62 totaal: 8.53,10 |
| Christian Hansez (1) Jacques Maus (1) | 2-mansbob België II | 10e        | run 1: 2.17,01 run 2: 2.16,74 run 3: 2.13,54 run 4: 2.13,81 totaal: 9.01,15 |

### Kunstrijden
| Olympiër (deelname) | Discipline | Klassering | Resultaat                     |
| ------------------- | ---------- | ---------- | ----------------------------- |
| Yvonne de Ligne (1) | Vrouwen    | 6e         | pc. 45 totaal: 1.942,5 punten |

België · Canada · Duitsland · Finland · Frankrijk · Groot-Brittannië · Hongarije · Italië · Japan · Noorwegen · Oostenrijk · Polen · Roemenië · Tsjecho-Slowakije · Verenigde Staten · Zweden · Zwitserland